# Więzienie Guantanamo

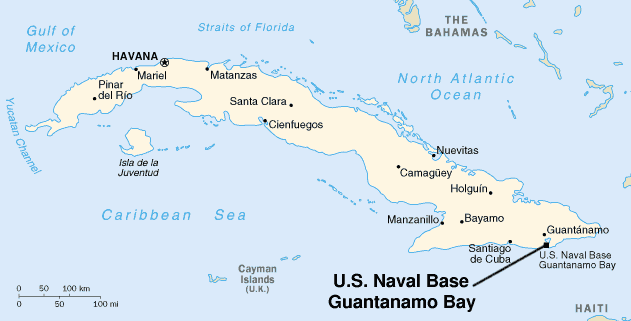

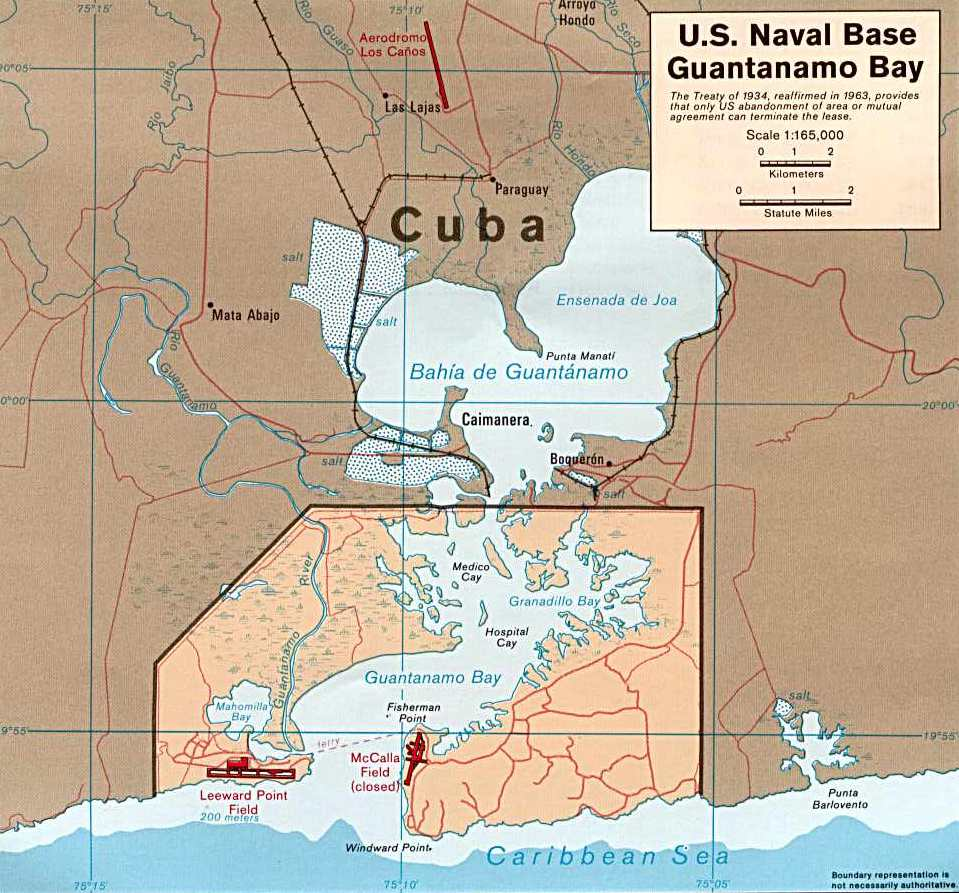
Mapa bazy

Więzienie Guantanamo, obóz Guantanamo (ang. Guantanamo Bay detention camp) – administrowane przez Stany Zjednoczone więzienie znajdujące się na terenie Naval Station Guantanamo Bay – bazy Marynarki Wojennej Stanów Zjednoczonych w Zatoce Guantánamo, na terytorium Kuby dzierżawionym przez Stany Zjednoczone. Leży niedaleko na południe od kubańskiego miasta Guantánamo. Ze względu na swój charakter, a w szczególności na długotrwałe przetrzymywanie więźniów bez wyroku sądowego oraz stosowanie tortur w trakcie przesłuchań, pojawiają się opinie, głównie środowisk obrońców praw człowieka, iż w rzeczywistości więzienie Guantanamo spełnia definicję obozu koncentracyjnego.

## Historia
Baza jest dzierżawiona od 1903 roku, po tym jak w wyniku wojny hiszpańsko-amerykańskiej w 1898 roku Stany Zjednoczone przejęły kontrolę nad Kubą od Hiszpanii. Dzierżawa została odnowiona w 1934 roku na termin nieokreślony, z zasadą, że może być zakończona tylko za zgodą obu stron lub z inicjatywy USA. Przed śmiercią Fidel Castro uważał bazę za teren okupowany i nie przyjmował opłat za dzierżawę. W styczniu 2009 roku po raz kolejny zażądał, by USA zwróciły Kubie teren, który zajmuje ich baza morska, twierdząc, iż utrzymując bazę wojskową na Kubie wbrew woli narodu kubańskiego, USA naruszają podstawowe zasady prawa międzynarodowego.

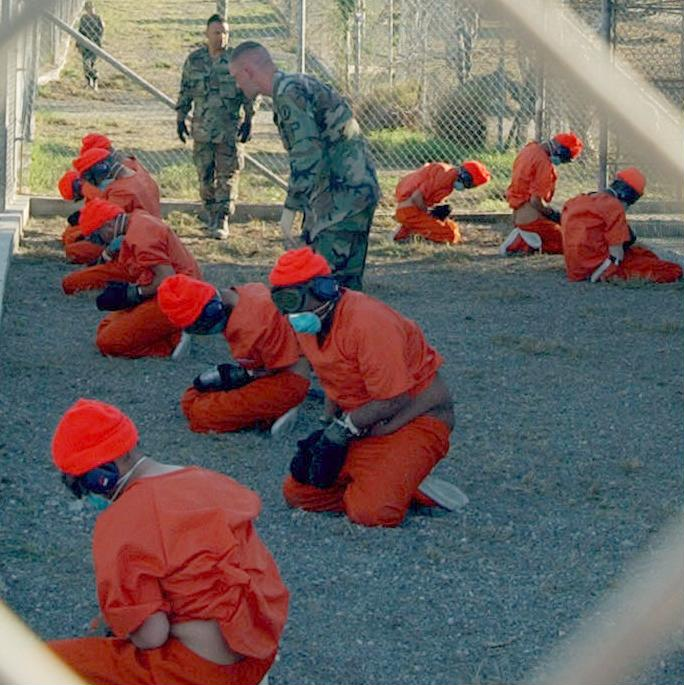
Więźniowie po przybyciu do Guantanamo, w obszarze Camp X-Ray

Po atakach z 11 września 2001 roku baza stała się dla USA narzędziem do walki z terroryzmem. W listopadzie 2001 prezydent George W. Bush wydał wojskowy rozkaz w sprawie „zatrzymywania, traktowania i sądzenia” osób niebędących obywatelami USA w wojnie z terroryzmem. Od tego momentu Pentagon mógł przetrzymywać obywateli innych krajów przez dowolny czas, w dowolnych miejscach, bez stawiania zarzutów. Dodatkowo podejrzani o terroryzm nie mogli ubiegać się o proces przed niezawisłym, bezstronnym sądem – podlegali jurysdykcji komisji wojskowych ustanowionych tym rozkazem. Ograniczono im również możliwość składania skarg przeciwko zatrzymaniu – uznano iż skargi te nie podlegają jurysdykcji sądów federalnych.
11 stycznia 2002 do Guantanamo przybyli pierwsi więźniowie przeniesieni z Afganistanu. Zostali osadzeni w celach z siatki drucianej w obecnie już zamkniętym obszarze zwanym Camp X-Ray. Wkrótce po tym prezydent Bush podpisał kolejny dokument, stanowiący iż więźniowie z Guantanamo nie mają statusu jeńców wojennych, jak również nie obejmuje ich Art. 3 Konwencji Genewskich, zakazujący stosowania tortur, poniżającego, upokarzającego traktowania i gwarantujący im prawo do uczciwego procesu. Dokument, jako że nie przyznawał więźniom statusu jeńca wojennego, nazwał ich „wrogimi bojownikami”. Żaden z przepisów prawa międzynarodowego nie zawiera tego pojęcia.
Osoby przetrzymywane w Guantanamo poddawane są łamiącym przepisy prawa międzynarodowego technikom przesłuchań. Są m.in. obnażani, ośmieszani (również w aspekcie seksualnym), zastraszani, izolowani, szczuci psami, ustawiani na wiele godzin w niewygodnych pozycjach, czy przetrzymywani w pomieszczeniach ze skrajnie niską temperaturą. Sekretarz obrony Donald Rumsfeld oficjalnie zatwierdził stosowane techniki jako zgodne z prawem w kwietniu 2003. Dopiero w grudniu 2005 prezydent Bush podpisał Ustawę o Traktowaniu Zatrzymanych, która zabrania okrutnego, nieludzkiego i poniżającego traktowania więźniów, ale jednocześnie ogranicza ich prawo do sądowej kontroli legalności zatrzymania i warunków uwięzienia. Pomimo tego zapewnienia, z bazy nadal wydostają się na świat informacje o niezaniechaniu okrutnych praktyk.
W czerwcu 2006 Sąd Najwyższy USA wydał wyrok stwierdzający, iż komisje wojskowe ustanowione Rozkazem Wojskowym z 2001 roku są sprzeczne z prawem USA i prawem międzynarodowym oraz zmienił postanowienie prezydenta z 2002 roku stwierdzając, że Art. 3 Konwencji Genewskich ma zastosowanie wobec więźniów Guantanamo. W odpowiedzi na wyrok prezydent Bush podpisał ustawę o komisjach wojskowych (ang. Military Commision Act). Ustawa ta pozbawia amerykańskie sądy prawa do rozpatrywania wniosków w sprawach legalności zatrzymania osób niebędących obywatelami USA przetrzymywanych jako „wrodzy bojownicy”.
O tym, kto zostanie uznany za „wrogiego bojownika”, decyduje Trybunał ds. Weryfikacji Statusu Bojowników, składający się z trzech oficerów USA. Od sierpnia 2004 do marca 2005 status ten nadano 520 z 558 przesłuchiwanych osób. Więźniowie nie mogli kontaktować się z prawnikami, dopuszczano dowody z wymuszonych zeznań.
Od pierwszych transferów do Guantanamo w styczniu 2002 w bazie było przetrzymywanych 779 osób z ponad 40 krajów – najwięcej z Arabii Saudyjskiej i Jemenu, w tym 17 nieletnich. W 2009 przebywało tam około 250 osób. Pozostali zostali zwolnieni. Nikomu nie postawiono jakichkolwiek zarzutów. W 2013 w więzieniu przetrzymywano 86 osób, chociaż od 2009 byli wytypowani do uwolnienia. Według analizy Seton Hall University na danych 517 więźniów w 2006, 55% z nich nie przejawiało agresywnego zachowania względem USA, a zaledwie 8% z nich miało powiązania z terrorystyczną Al-Ka’idą. Uwolnieni często uskarżali się, że w bazie byli poddawani torturom lub maltretowani w inny sposób. Wśród sposobów torturowania i poniżania zatrzymanych było bicie, długotrwałe trzymanie w izolacji, deprywacja sensoryczna, pozbawianie snu lub światła, długotrwałe przesłuchiwanie, szczucie psami, zmuszanie do długotrwałego przebywania w niewygodnych pozycjach, przeszkadzanie w modlitwie i znieważanie przedmiotów religijnych, jak Koran. Stosowanie tortur potwierdził także raport FBI. Częste są wypadki samookaleczeń i próby samobójcze wśród więźniów – trzy z nich, w czerwcu 2006, były skuteczne.
Sytuacja w Guantanamo stała się powodem licznych protestów światowych organizacji zajmujących się ochroną praw człowieka. Zamknięcia Guantánamo domagali się między innymi: Bill Clinton, Jimmy Carter, byli sekretarze ONZ Kofi Annan i Ban Ki-moon, prezydent Rosji Władimir Putin, kanclerz Angela Merkel, a także Parlament Europejski, Rada Europy i Komitet Przeciwko Torturom ONZ. Również Międzynarodowy Czerwony Krzyż, który wizytuje miejsce zatrzymania, publicznie skrytykował sytuację prawną, w jakiej znajdują się zatrzymani. W protestach uczestniczą także byli więźniowie Guantanamo, którzy po uwięzieniu okazali się nie mieć żadnych związków z terroryzmem. Większość została wydana Amerykanom przez afgański Sojusz Północny lub Pakistan, za pieniądze lub w wyniku sąsiedzkich waśni. W Guantanamo nadal więzi się kilku nieletnich – najmłodszy miał 13 lat w momencie przybycia do bazy.
22 stycznia 2009 prezydent USA Barack Obama nakazał zamknięcie więzienia w Guantanamo w ciągu jednego roku, jednak tego nie dokonano.
W styczniu 2012 w więzieniu było 171 zatrzymanych. 6 lutego 2013 w więzieniu rozpoczął się strajk głodowy, 27 kwietnia w strajku brało udział oficjalnie 100 ze 166 osadzonych, część z nich była karmiona przymusowo.
W 2021 roku na terenie więzienia przebywało około 40 więźniów.

## Filmografia
- Gitmo – nowe prawa wojny (2005), reż. Erik Gandini i Tarik Saleh, Dania/Szwecja;
- Droga do Guantánamo (2006), reż. Michael Winterbottom i Mat Whitecross, Wielka Brytania;
- Harold i Kumar uciekają z Guantanamo (2008), reż. Jon Hurwitz i Hayden Schlossberg, USA;
- Camp X-Ray (2014), reż. Peter Sattler, USA;
- Mauretańczyk (The Mauritanian, 2021), reż. Kevin Macdonald, USA/Wielka Brytania.